# Claudia Melisch
Claudia Maria Melisch (1968) è un'archeologa tedesca.

## Biografia
Claudia Maria Melisch ha completato una formazione di operaio specializzato come macchinista nella miniera di lignite nella Bassa Lusazia, prima di studiare archeologia classica e lingua e letteratura tedesca all'Università Humboldt di Berlino e conseguire il diploma di Master.
Nel 2000 e 2001 ha condotto gli scavi sulla foglia d'acero (Gertraudenstraße) sulla Spreeinsel a Berlino-Mitte, la medievale Cölln, dal 2003 al 2005, le indagini archeologiche nella metà orientale del villaggio sovraccarico di Horno (Jänschwalde) nella Bassa Lusazia.
Dal 2007 al 2009, l'amministrazione del Senato di Berlino ha effettuato scavi archeologici sotto la direzione di Melisch per il riesame del nucleo storico di Berlino presso la Petrikirche (Berlin-Cölln). Nel processo, le fondamenta della chiesa, alcune delle quali sono ancora nel terreno, e le basi della scuola latina di Cölln sono state scoperte. Intorno alle fondamenta della chiesa c'erano 3200 tombe dal XII secolo al 1717 a causa di studi di dendrologia su legno e la datazione al radiocarbonio degli scheletri più antichi si poteva trovare che Berlino è molto più antica di quanto si pensasse in precedenza.
Lo scavo delle fondazioni della Himmelfahrtskirche a Berlino è stato condotto da lei nel 2014, così come gli scavi a Walchum.
Inoltre, collabora in progetti di ricerca internazionali a Pompei e Gabii (Lazio).
Melisch è la socia dell'Associazione per la storia di Berlino.